# 山内久明
山内 久明（やまのうち ひさあき、1934年7月10日 - ）は、日本の英文学者、東京大学名誉教授。Ph.D.（ケンブリッジ大学、1975年）。広島県生まれ。

## 略歴

### 学歴
- 広島大学附属高等学校卒
- 1958年　東京大学教養学部イギリス科卒業
- 1960年　東京大学大学院人文科学研究科英語英文学専門課程修士課程修了
- 1962年 コロンビア大学留学 （1964年修士号取得）
- 1963年　トロント大学在学（1964年まで）
- 1967年　ケンブリッジ大学留学　1975年 The Mind's Abyss: A Study of Melancholy and Associated States in Some Late Eighteen's Century Writers, and in Wordsworth and Coleridge で英文学の博士号取得。

### 職歴
- 1964年　津田塾大学学芸学部専任講師
- 1968年　ケンブリッジ大学東洋学部専任講師
- 1976年　東京工業大学工学部助教授
- 1979年、東京大学教養学部助教授
- 1987年 東京大学教養学部教授
- 1995年 定年退官、名誉教授 日本女子大学文学部教授（2002年まで）
- 2002年　放送大学教授（2005年まで）
- 2006年 了徳寺大学教養教育センター教授・副学長
- 2010年　退任

## 活動
英国ロマン派の詩が専門だが、夏目漱石を中心とした日本近代文学に関する英文著書や大江健三郎論もある。大江とは東大駒場時代からの友人で、大江のノーベル賞受賞記念講演「あいまいな日本の私」を英訳した。

## 著書
- The Search for Authenticity in Modern Japanese Literature.　New York : Cambridge University Press,　1978

## 共編著
- 英語 2-A 放送大学 1985
- Advanced reading skills Graham Law共編著 放送大学 1989
- イギリスの全体像を求めて 川西進共編著 放送大学 1990
- Reading modern fiction グレアム・ロー共編著 放送大学 1994
- ヨーロッパ・ロマン主義を読み直す 阿部良雄,高辻知義共著 岩波セミナーブックス 1997
- Voices from Britain グレアム・ロー編著 放送大学 1999
- ヨーロッパの文化と社会 イギリスを中心として 木畑洋一,草光俊雄共編著 放送大学 2002
- 近代日本における外国文学の受容 川本皓嗣共編著 放送大学 2003
- イギリス文学 高田康成,高橋和久共著 放送大学 2003
- 表象としての日本 西洋人の見た日本文化 柏倉康夫, 阿部齊共編著 放送大学 2004

## 翻訳
- 批評の解剖 ノースロップ・フライ 海老根宏、中村健二、出淵博共訳 法政大学出版局 , 1980
- 対訳ワーズワス詩集 岩波文庫 1998
- Japan, the Ambiguous, and Myself : the Nobel Prize Speech and Other Lectures 大江健三郎 講談社インターナショナル 1995

## 参考
- 『駒場1991』